# Angoisse de morcellement
L'angoisse de morcellement, de morcèlement ou de fragmentation  est un concept psychanalytique qui est apparu en 1968 chez le psychanalyste Heinz Kohut désignant une modalité de l'angoisse très précoce dans le fonctionnement psychique, présente dès les premiers mois de vie du bébé.
Contrairement à l'angoisse de castration qui survient plus tardivement, au cours de la période dite œdipienne et qui concerne l'angoisse d'avoir ou de perdre, l'angoisse de morcellement concerne l'identité et le maintien d'un moi différencié du non-moi et unifié qui se traduit par la peur de la destruction de son propre corps ou de son propre psychisme.